# Audley keresztje
Audley keresztje (angolul: Audley’s Cross) egy kőkereszt, amely James Tuchet, Audley bárója halálának helyét jelzi Angliában, a Staffordshire-i Loggerheadsnél.

## A műemlék
James Tuchet angol nemes volt, aki a rózsák háborújában a Lancaster-ház oldalán harcolt. 1459. szeptember 23-án egy kisebb egységet vezetett Blore Heath-nél, amikor beleütközött egy yorki alakulatba. Az ütközetben a lord életét vesztette.
A keresztet halála helyén állították fel, valószínűleg kevéssel a csata után. A kőkereszt, alapzattal együtt, 2,7 méter magas. Robert Plot 1686-os Natural History of Staffordshire (szabad fordításban: Staffordshire természettörténete) című munkájában már megemlékezik a keresztről, és arról, hogy már akkor is igazi régiségként tekintettek rá. A keresztet 1765-ben restaurálták.
1932-ben még ez a felirat volt olvasható rajta: "Ezen a helyen zajlott le a Blore Heth-i csata. 1459-ben Lord Audleyt, aki a lancasteri csapatokat vezette, legyőzték és megölték. Azért, hogy az esemény és annak helyszínének emléke fennmaradjon, ezt az ősi emlékművet 1765-ben kijavították az uradalom lordja, Charles Boothby Skrymster megbízásából." Ma az utolsó mondat már a következő: "Ezt az emlékművet Tyrley község tanácsa restaurálta a csata 500. évfordulója alkalmából." Az emlékmű elüt a középkorban állított keresztektől azzal, hogy célja a megemlékezés egy meghatározott eseményről.
A kereszt ma védett műemlék, egy mezőgazdasági területen áll, fémkerítés veszi körbe. A kereszt az Audley's Cross Farmtól 240 méterre délre-délkeletre található.